# Natation aux Jeux olympiques de 1908
Vous lisez un « bon article » labellisé en 2021.
Navigation
Les épreuves de natation aux Jeux olympiques de 1908 à Londres se déroulent du 13 au 25 juillet. Elles sont les premières dans l'histoire des Jeux à se disputer dans un bassin et non en « eau libre ». La piscine, longue de 100 mètres et large de 50 pieds (15,24 m), fut creusée au milieu du stade de White City, construit pour les Jeux et où se déroule aussi la majeure partie des épreuves sportives.
Les épreuves de natation aux Jeux de 1908 sont concomitantes de la création de la Fédération internationale de natation (le 19 juillet 1908), elle-même issue de la volonté de réguler la natation aux Jeux olympiques. Alors que les épreuves avaient varié lors des trois éditions précédentes, celles choisies pour les Jeux de Londres sont les 100 mètres, 400 mètres et 1 500 mètres en nage libre ; 100 mètres dos (alors du « dos brassé ») ; 200 mètres brasse et un relais 4 fois 200 mètres nage libre (dit aussi 800 mètres par équipe). Ces épreuves sont aussi adoptées par la FINA comme épreuves de base pour les compétitions internationales et se retrouvent à toutes les éditions olympiques suivantes, aux côtés de nouvelles épreuves ajoutées petit à petit.
Un total de 139 nageurs, tous masculins, de 14 nations sont engagés à ces épreuves de natation, mais les participants réels ont été moins nombreux : parfois la moitié des nageurs engagés ne se présentent pas à l'épreuve ; certaines nations ont aussi engagé leurs poloïstes pour un relais qui n'a finalement pas concouru. Des nageurs renoncent souvent à l'intégralité de leur programme pour se concentrer sur une seule course. Au total, 101 nageurs ont participé à ces Jeux. Le règlement de la compétition, calqué sur celui de l'Amateur Swimming Association, la fédération britannique de natation, est très strict, tant en ce qui concerne la tenue, très pudique, des nageurs que la définition très restrictive de l'amateurisme.
Les épreuves de natation se déroulent du lundi 13 juillet avec les premières séries du 400 mètres nage libre juste après la cérémonie d'ouverture au samedi 25 juillet 1908 avec la finale du 1 500 mètres nage libre juste avant la cérémonie de remise des médailles clôturant les Jeux. Les Britanniques, qui nagent à domicile et ont engagé le plus de sportifs, récoltent sept des 18 médailles. Ils remportent quatre médailles d'or dont trois pour le seul nageur Henry Taylor (400 et 1 500 mètres nage libre en individuel et relais 4 fois 200 mètres nage libre). Les nageurs hongrois ont aussi une délégation importante mais doivent souvent se contenter de places d'honneur voire simplement de demi-finales. Les États-Unis ne connaissent pas encore la domination qui est la leur sur la natation olympique. Les nageurs de l'abondante délégation française se présentent rarement aux épreuves et ne dépassent guère les séries.

## Organisation

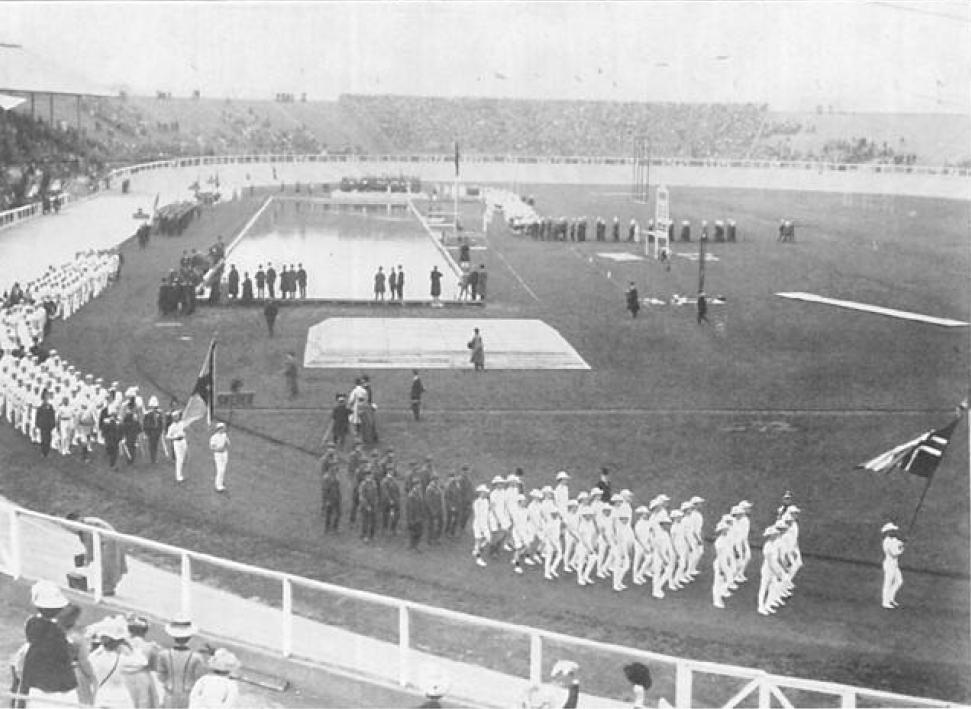
Le défilé des athlètes dans le stade olympique, avec la piscine dans l'espace central, le long de la piste.

À Athènes en 1896, le concours de natation se déroula dans la baie du Pirée et comprenait quatre épreuves (deux de 100 mètres dont une pour marins grecs, une de 500 mètres et une 1 200 mètres). À Paris en 1900, les épreuves de natation (200 mètres, 1 000 mètres et 4 000 mètres nage libre, 200 mètres dos, 200 mètres avec obstacles, 200 mètres nage libre par équipes et parcours sous l'eau) eurent lieu dans la Seine. À Saint-Louis en 1904, neuf épreuves se déroulèrent dans un lac artificiel dans un parc de la ville : en nage libre 50, 100, 440, 880 yards et mile, en dos 100 yards, en brasse 440 yards, un relais 4 X 50 yards nage libre et enfin une épreuve de « plongeon-coulée ». Il devenait de plus en plus évident, pour la natation comme pour l'ensemble des sports olympiques en fait, qu'une harmonisation des épreuves ainsi qu'une uniformisation des règlements étaient nécessaires.
Les épreuves suggérées par l'organisation des Jeux furent ensuite adoptées par la FINA. Des épreuves féminines avaient été discutées en octobre 1907. Les comités olympiques britannique, danois et norvégien s'étaient montrés très favorables à leur organisation. Il semblerait que les épreuves aient finalement dû être annulées, faute d'un nombre suffisant de nageuses engagées. Si des démonstrations eurent lieu, aucune médaille ne fut remise.
Pour la première fois aux Jeux de Londres, les épreuves de natation ne se déroulèrent pas en « eau libre ». La British Olympic Association  avait en effet décidé de concentrer au maximum les diverses épreuves olympiques en un seul lieu, le White City Stadium construit pour l'occasion. Le soin de déterminer la taille du bassin fut laissé à un sous-comité d'organisation nommé par la British Olympic Association en accord avec l'Amateur Swimming Association, la fédération britannique de natation. Un bassin fut creusé dans l'espace central du stade olympique. Il mesurait 100 mètres de long,, mais 50 pieds de large (soit une quinzaine de mètres). La British Olympic Association avait en effet décidé d'adopter le système métrique pour mesurer les distances pour toutes les épreuves sportives, dans la lignée de ce qui avait été fait lors des trois éditions précédentes des Jeux olympiques (même si à Saint-Louis, les distances de natation étaient en yards). Par contre, la largeur et la profondeur restaient dans le système impérial. Ainsi, la profondeur du bassin aux extrémités était de quatre pieds six pouces (soit autour de 1,20 mètre) et de douze pieds six pouces en son centre (soit autour de 3,70 mètres). Il fut aussi décidé que le bassin serait rempli d'eau douce et non d'eau salée.
Le stade olympique pouvait accueillir dans ses tribunes jusqu'à 66 288 spectateurs.

### Règlement
Le comité d'organisation décida des épreuves suivantes : 100 mètres, 400 mètres et 1 500 mètres en nage libre ; 100 mètres dos ; 200 mètres brasse et un relais 4 fois 200 mètres nage libre,.
Les règles adoptées pour les Jeux furent celles mises en place par la fédération britannique de natation, l'Amateur Swimming Association, principalement en ce qui concernait la définition, très stricte, de l'amateurisme. Ainsi, toute personne ayant gagné de l'argent avec la natation était considérée comme professionnelle, comme les maîtres nageurs ou les « artistes aquatiques » qui se produisaient alors dans les music-halls. Pour être considéré amateur, il fallait n'avoir jamais nagé une épreuve récompensée par de l'argent, et même n'avoir jamais parié de l'argent sur sa propre victoire à une épreuve de natation ; n'avoir jamais enseigné (ou aidé à enseigner) la natation ou un quelconque autre sport contre salaire ; enfin n'avoir jamais, en toute connaissance de cause (ou sans avoir publiquement vertement protesté), nagé contre un adversaire qui n'aurait pas été un amateur selon ces règles très strictes.
De même, les règles, très pudiques, de l'Amateur Swimming Association concernant les costumes de nage s'appliquèrent. Les nageurs devaient porter un caleçon dit de bain, triangulaire, large d'au moins deux pouces et demie à l’entrejambe et trois pouces au niveau des hanches, sous leur costume de bain. Celui-ci devait être noir ou bleu marine et fermer à l'épaule. Les bretelles devaient mesurer au moins deux pouces de large ; l'emmanchure ne devait pas descendre à plus de trois pouces de l’aisselle ; le col ne devait pas descendre à plus de deux pouces du cou ; les jambes devaient descendre jusqu'à trois pouces du genou. Par contre, tout type de décor était autorisé. Le starter ou l'un des assistants, désignés pour chaque course, pouvaient empêcher un concurrent de nager si son costume ne leur convenait pas.
Pour chaque course, étaient désignés un starter, deux juges, un arbitre, un ou plusieurs assistants et deux chronométreurs. Les montres-chronomètres de ces derniers devaient être certifiées par l'Amateur Swimming Association. Le starter avait le contrôle total des procédures de départ. Il avait pour mission d'expliquer aux nageurs les règles de leur épreuve, de leur désigner leur position de départ et leur point d'arrivée. Les deux juges avaient le pouvoir de désigner l'ordre d'arrivée des nageurs et pouvaient disqualifier un concurrent. En cas de désaccord, l'arbitre les départageait et sa décision était définitive. Les assistants faisaient respecter le règlement, les ordres du starter et les décisions des juges.
Les séries et les places de départ (de droite à gauche du bassin) étaient tirées au sort. Pour la nage libre et la brasse, les nageurs plongeaient depuis le bord du bassin tandis que les départs de dos se faisaient dans l'eau. Le starter donnait l'ordre de départ en criant « Go ! ». Un départ avant l'ordre du starter était considéré comme un faux-départ. Les juges pouvaient alors choisir de permettre au nageur de prendre un nouveau départ ou de le disqualifier.
En nage libre, un nageur devait conserver la même technique tout au long de l'épreuve. Au virage, il pouvait toucher à une ou deux mains. En brasse et en dos, virages et arrivées se faisaient à deux mains. Au virage, pour toutes les épreuves, les nageurs avaient le droit de pousser sur le mur. En dos, les nageurs devaient rester sur le dos tout au long de l'épreuve. En brasse, le mouvement des bras devait être simultané, vers l’arrière comme vers l'avant et les épaules devaient être alignées avec la surface de l'eau. Pour le relais, si un nageur plongeait avant que son coéquipier touche le mur, l'équipe était disqualifiée, à moins qu'il ne revienne au mur pour repartir. Un starter chargé de cette vérification était désigné pour chaque équipe de relais.
Mettre le pied au fond du bassin n'entraînait pas de disqualification. Par contre, passer devant, bloquer, gêner ou frapper un autre concurrent pouvait résulter en une disqualification si les juges considéraient que la faute avait été intentionnelle. Il faut attendre les Jeux olympiques de 1924 pour voir apparaître les couloirs individuels matérialisés par des lignes de bouchons. Les juges pouvaient aussi, si la faute avait causé la perte d'une place qualificative à un nageur, le qualifier pour le tour suivant. Si la faute avait lieu en finale, ils pouvaient décider de la faire renager. Toute réclamation devait être adressée par écrit par le capitaine de l'équipe au starter ou à l'un des juges. Un comité désigné par l'Amateur Swimming Association jugerait alors, de façon définitive.

### Engagements
La création de la FINA s'est accompagnée d'un changement essentiel dans les conditions d'engagement : les nageurs représentaient dorénavant un pays uniquement. Ils ne pouvaient plus concourir comme à Paris en 1900 ou à Saint-Louis en 1904 pour leur club sportif.
Un total de 139 nageurs de 14 nations sont engagés à ces épreuves de natation. Cependant, il semblerait qu'il existe une différence entre le nombre d'engagés et le nombre de participants. Ainsi, les cinq nageurs australasiens étaient engagés au relais, quand seulement quatre pouvaient nager ; la Belgique engagea de son côté huit relayeurs (dont certains étaient simplement poloïstes) ; les Britanniques avaient de quoi engager deux relais quand un seul était autorisé, etc.. Avec 38 forfaits complets, le nombre de participants réel fut de 101 nageurs. Tous les concurrents étaient des hommes. Les épreuves féminines ne sont organisées qu'à partir des Jeux de 1912 à Stockholm.
D'après F. Oppenheim, pour la première fois des nageurs seraient venus d'autres continents spécifiquement pour les Jeux. Les inscriptions étaient limitées à douze nageurs par nation et par épreuve et à une équipe de relais par nation.
| - Allemagne (7 dont 2 forfaits complets) - Australasie (5) - Autriche (2 dont 1 forfait complet) - Belgique (11 dont 4 forfaits complets) - Canada (1) - Danemark (5) - États-Unis (9 dont 1 forfait complet) |  | - Finlande (3) - France (16 dont 11 forfaits complets) - Grande-Bretagne (29) - Hongrie (21 dont 11 forfaits complets) - Italie (9 dont 6 forfaits complets) - Pays-Bas (8 dont 1 forfait complet) - Suède (13 dont 1 forfait complet) |

Le 100 mètres nage libre attira le plus de nageurs avec, selon les sources, 31 engagés ou 46 engagés et 12 forfaits, donc 34 concurrents. Il y en eut 25 au 400 mètres nage libre, mais 25 forfaits aussi, et 37 inscrits et, selon les sources, seulement 18 ou 19 partants au 1 500 mètres nage libre. Vingt ou vingt-et-un nageurs s'affrontèrent au 100 mètres dos où 31 étaient inscrits,. Il y eut 35 inscrits et 27 partants au 200 mètres brasse,. Sur les neuf équipes engagées au relais, seules six participèrent à la course,.

## Déroulement
Les premières séries de natation eurent lieu dès la fin de la cérémonie d'ouverture, en parallèle des premières séries du 1 500 mètres en athlétisme.
Le jeudi 23 juillet, le nageur américain Charles Daniels réalisa entre deux courses, afin de faire patienter le public, une démonstration de sa version de la nage alors expérimentale, le crawl. Il réalisa un 100 mètres en 1 min 7 s. Il semblerait donc que, pour la nage libre, les concurrents aient nagé la variante la plus récente du trudgeon, le double arm over stroke, à l'image du triple médaillé britannique Henry Taylor. 

### 100 mètres nage libre

#### Séries
| Série | Rang | Pays | Nom                  | Temps        | Qualification         |
| ----- | ---- | ---- | -------------------- | ------------ | --------------------- |
| 5     | 1    |      | Charles Daniels      | 1 min 5 s 8  | Q                     |
| 7     | 1    |      | Wilfred Edwards      | 1 min 5 s 8  | Q                     |
| 1     | 1    |      | Zoltán von Halmay    | 1 min 8 s 2  | Q                     |
| 6     | 1    |      | Harry Hebner         | 1 min 11 s   | Q                     |
| 3     | 1    |      | Frank Beaurepaire    | 1 min 11 s 6 | Q                     |
| 2     | 1    |      | Otto Scheff          | 1 min 11 s 8 | Q                     |
| 4     | 1    |      | Harald Julin         | 1 min 12 s   | Q                     |
| 6     | 2    |      | Paul Radmilovic      | 1 min 12 s   | q (meilleur deuxième) |
| 2     | 2    |      | Addin Tyldesley (en) | 1 min 12 s   | q (meilleur deuxième) |
| 8     | 1    |      | George Dockrell      | 1 min 13 s 2 | Q                     |
| 9     | 1    |      | Leslie Rich          | 1 min 14 s 6 | Q                     |

Les neuf séries se déroulèrent le vendredi 17 juillet à 16 h 15. Étaient qualifiés le vainqueur de chaque série et le plus rapide des deuxièmes.
Déclarèrent forfait pour cette course : Reginald Baker (Australasie), Leo Goodwin (États-Unis), Gentilly et Paul Vasseur (France), Sandor Adam, Lorant Apor, Alajos Bruckner, Géza Kiss, Jeno Hegner-Toth et Gyula Hornung (Hongrie), Wilhelm Persson (Suède).

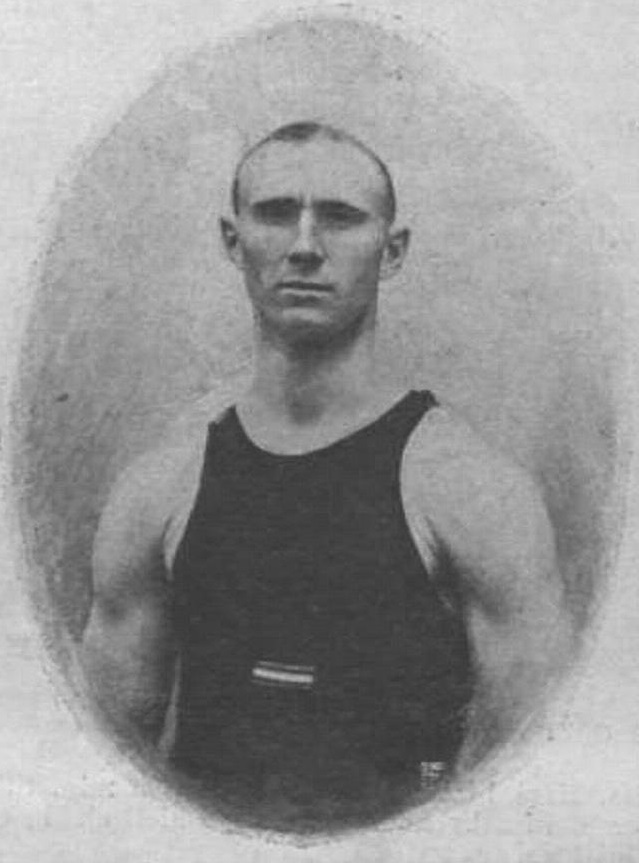
Zoltán von Halmay.

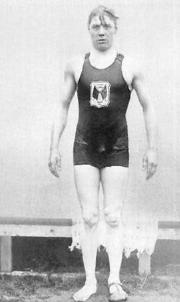
Thomas Battersby.

La première série fut remportée par le Hongrois Zoltán von Halmay en 1 min 8 s 2, devant l'Australasien Theo Tartakover qui ne fut donc pas qualifié, comme le Néerlandais Bouke Benenga (en), le Belge Herman Meyboom, le Danois Harald Klem (en) et l'Italien Davide Baiardo. Von Halmay, une fois qu'il avait pris la tête de la course, glissa vers le milieu du bassin, mais ne gêna pas ses adversaires. Tartakover s'installa définitivement à la deuxième place aux 50 mètres,,.
Se qualifièrent lors de la deuxième série l'Autrichien Otto Scheff (1 min 11 s 8) et le Britannique Addin Tyldesley (1 min 12 s) au titre de meilleur second ex aequo. Furent éliminés le Français Gérard Meister, le Hongrois József Munk (en) et l'Américain Conrad Trubenbach (en). À mi-bassin, la victoire de Scheff était décidée,,.
La troisième série vit la victoire de l’Australasien Frank Beaurepaire (1 min 11 s 6) devant le Néerlandais Lamme Benenga (en) (1 min 13 s 2). Le Danois Poul Holm, le Hongrois Henrik Hajós (en) et le Suédois Robert Theodor Andersson quittèrent aussi la compétition. Beaurepaire prit la tête aux 50 mètres,,.
La quatrième série fut remportée par le Suédois Harald Julin (1 min 12 s) devant le Britannique John Derbyshire (1 min 12 s 6). À mi-parcours, Julin était largement en tête, mais Derbyshire le rattrapa. Cependant, ce dernier commit une faute qui lui fit perdre la course. L'Américain Robert Foster et le Belge Victor Boin se contentèrent des places d'honneur,,.
Charles Daniels remporta facilement sa série, la cinquième, en 1 min 5 s 8. À mi-bassin, il avait déjà cinq mètres d'avance ; il se retourna pour voir où se trouvaient ses adversaires avant de poursuivre son effort. Le Hongrois József Ónody (en) finit deuxième loin derrière en 1 min 13 s 2. Encore plus loin et aussi éliminés, le Britannique George Innocent, le Français René André et le Danois Hjalmar Saxtorph,,.
La sixième série fut remportée par l'Américain Harry Hebner (1 min 11 s) devant le Britannique Paul Radmilovic (1 min 12 s) qualifié au titre de meilleur second ex aequo. Le Belge Fernand Feyaerts était deuxième à mi-parcours mais il fut rattrapé dans les dernières longueurs par Radmilovic. L'Australasien Edward Cooke se classa quatrième,,.
Les qualifiés des trois dernières séries qui semblent n'avoir rassemblé que peu de nageurs en raison des forfaits, furent les Britanniques Wilfred Edwards 1 min 5 s 8 et George Dockrell 1 min 13 s 2, l'Américain Leslie Rich 1 min 14 s 6. Le Belge André Duprez 1 min 18 s et le Canadien Robert Zimmerman (en) 1 min 35 s quittèrent la compétition,,.

#### Demi-finales
| Série | Rang | Pays | Nom               | Temps        | Qualification |
| ----- | ---- | ---- | ----------------- | ------------ | ------------- |
| 1     | 1    |      | Zoltán von Halmay | 1 min 9 s 4  | Q             |
| 1     | 2    |      | Harald Julin      | 1 min 10 s 2 | Q             |
| 2     | 1    |      | Charles Daniels   | 1 min 10 s 2 | Q             |
| 2     | 2    |      | Leslie Rich       | 1 min 10 s 8 | Q             |

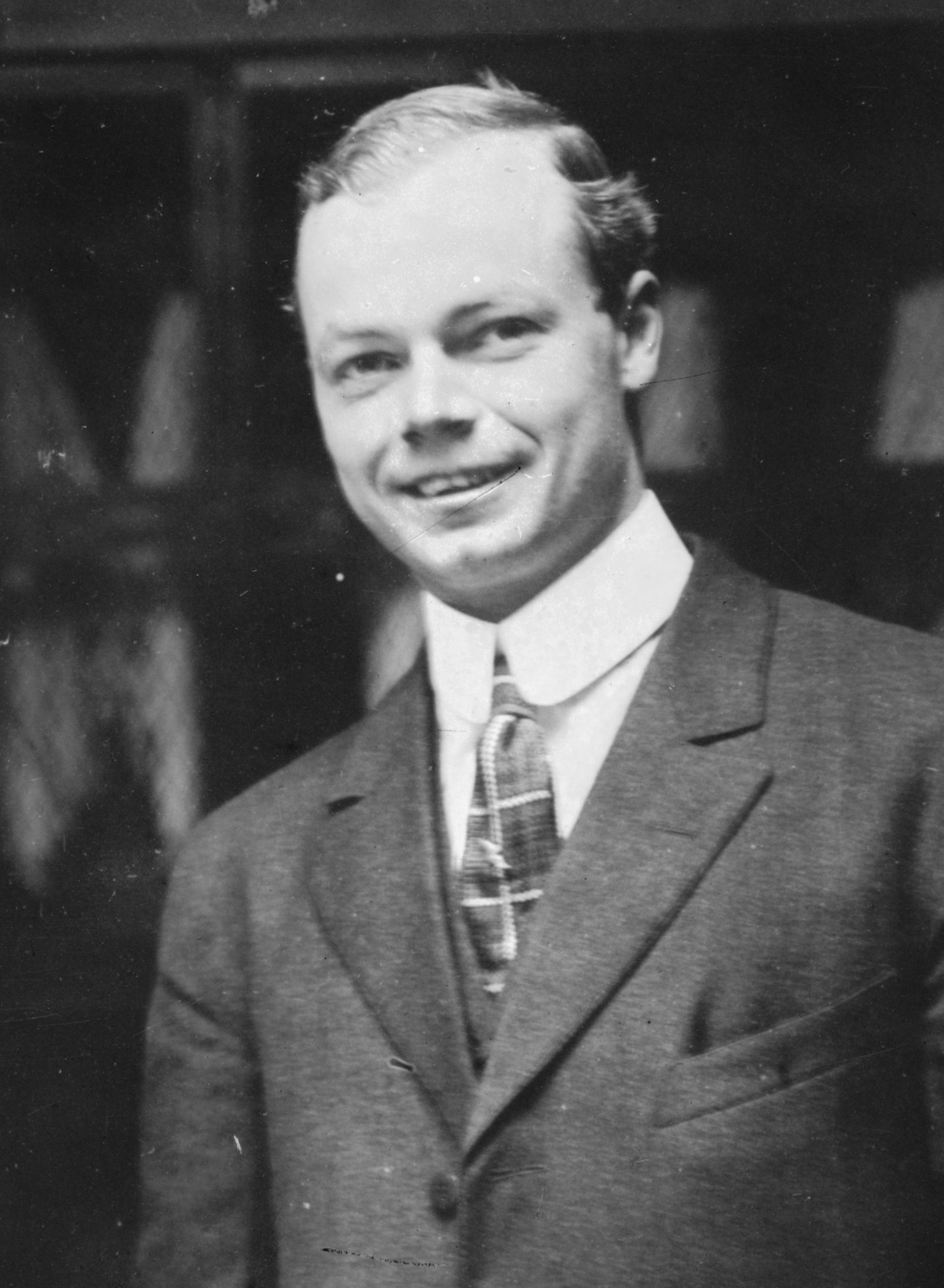
Charles Daniels.

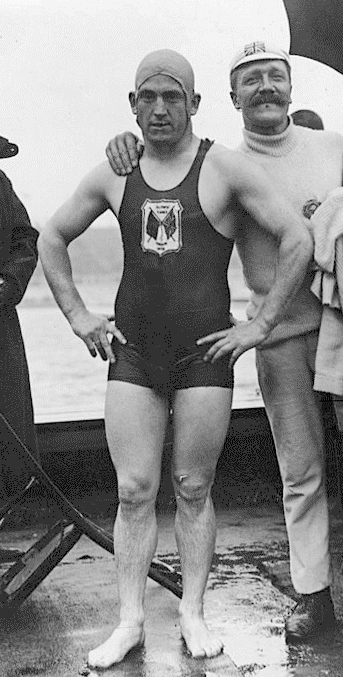
Henry Taylor.

Les demi-finales se déroulèrent le lundi 20 juillet à 11 h. Les deux premiers de chaque demi-finale étaient qualifiés pour la finale.
La première demi-finale fut remportée par Zoltán von Halmay (Hongrie) en 1 min 9 s 4 devant Harald Julin (Suède) en 1 min 10 s 2 puis Harry Hebner (USA) à la touche devant Frank Beaurepaire (Australasie) en 1 min 11 s 4. Les Britanniques Paul Radmilovic et Wilfred Edwards, partis trop doucement, finirent loin des quatre de tête. Dans les premiers mètres, von Halmay prit la tête devant Hebner mais au trente secondes Beaurepaire menait la course devant von Halmay. Hebner était devant à mi-parcours, von Halmay deuxième et Julin troisième. Le Hongrois fit alors son effort et s'envola, touchant avec plus de cinq mètres d'avance. Le suspense resta longtemps total quant à la seconde place qualificative, finalement arrachée de justesse par le Suédois Julin,,.
L'Américain Charles Daniels fut moins dominateur en demi-finale qu'en série. Certes, il s'imposa, mais seulement en 1 min 10 s 2 tandis que son compatriote Leslie Rich prenait la seconde place qualificative en 1 min 10 s 8 et que le Britannique George Dockrell échouait à se hisser en finale en 1 min 11 s 4. L'Autrichien Otto Scheff finissait quatrième devant le Britannique A. Tyldesley. En fait, Daniels se contenta de gérer sa course. Il prit immédiatement la tête et la conserva en nageant de façon plus relâchée qu'en série. Rich prit la deuxième place aux cinquante mètres et n'en bougea plus. Les troisième et quatrième places furent âprement disputées entre Dockrell et Scheff,,.

#### Finale
| Série | Rang | Pays | Nom               | Temps       |        |
| ----- | ---- | ---- | ----------------- | ----------- | ------ |
| 1     | 1    |      | Charles Daniels   | 1 min 5 s 6 | RM, RO |
| 1     | 2    |      | Zoltán von Halmay | 1 min 6 s 2 |        |
| 1     | 3    |      | Harald Julin      | 1 min 8 s   |        |
| 1     | 4    |      | Leslie Rich       | non connu   |        |

La finale du 100 mètres nage libre se déroula le lundi 20 juillet à 14 h 30.
Quatre nageurs s'affrontèrent en finale : deux Américains Charles Daniels et Leslie Rich, un Hongrois Zoltán von Halmay et un Suédois Harald Julin. Von Halmay prit un départ rapide et distança rapidement ses adversaires. Daniels ne réussit à le rejoindre qu'au tiers du parcours mais il était plus impressionnant par son rythme de nage et son style puissant. Les deux hommes firent jeu égal jusqu'au cinquante mètres, avec Julin dans leur vague. Le Hongrois résista à l'Américain dans la seconde partie de la course, mais perdait peu à peu du terrain. Il fut devancé à l'arrivée d'une cinquantaine de centimètres tandis que Julin, deux mètres derrière prenait la troisième place,,.
Avec 1 min 5 s 6, Daniels établissait un nouveau record du monde et établissait le premier record olympique de la distance.

### 400 mètres nage libre

#### Séries
| Série | Rang | Pays | Nom               | Temps        | Qualification         |
| ----- | ---- | ---- | ----------------- | ------------ | --------------------- |
| 6     | 1    |      | Henry Taylor      | 5 min 42 s 2 | Q                     |
| 1     | 1    |      | Thomas Battersby  | 5 min 48 s 8 | Q                     |
| 4     | 1    |      | Frank Beaurepaire | 5 min 49 s 2 | Q                     |
| 7     | 1    |      | Otto Scheff       | 5 min 51 s   | Q                     |
| 1     | 2    |      | Béla Las-Torres   | 5 min 52 s 2 | q (meilleur deuxième) |
| 2     | 1    |      | William Foster    | 5 min 54 s 8 | Q                     |
| 8     | 1    |      | Imre Zachár       | 6 min 9 s 8  | Q                     |
| 5     | 1    |      | Paul Radmilovic   | 6 min 10 s   | Q                     |
| 9     | 1    |      | Henrik Hajós (en) | 6 min 19 s 8 | Q                     |
| 3     | 1    |      | Theo Tartakover   | 6 min 35 s   | Q                     |

Les trois premières séries du 400 mètres nage libre eurent lieu le lundi 13 juillet, à 16 h, juste après l'ouverture des Jeux ; les six suivantes le mardi 14 juillet à 16 h 45. Étaient qualifiés le vainqueur de chaque série et le plus rapide des deuxièmes.
De très nombreux forfaits eurent lieu pour cette course ; la moitié des engagés ne se présentèrent pas : les Australasiens Baker et Cooke, les Belges Boin et Feyaerts, les Américains Daniels, Foster, Hebner et Rich, les Français Rigal, Renou, Roux et Theuriet, le Britannique Unwin, les Hongrois Adam, Apor, Bruckner, von Halmay, Hegner-Toth, Kiss et Tobias, les Italiens de Stefanis et Gonzani et les Suédois Gumper, Larsson et Wennerstrom.
La première série fut remportée par le Britannique Thomas Battersby en 5 min 48 s 8 avec plus de cinq mètres d'avance devant le Hongrois Béla Las-Torres en 5 min 52 s 2, qualifié au titre de meilleur second, puis l'Américain Leo Goodwin et le Suédois Vilhelm Andersson. Le Français Henri Decoin abandonna à mi-parcours. Goodwin prit un départ rapide, suivi de Las-Torres. Cependant, Battersby virait en tête au cent mètres, en 1 min 14 s ainsi qu'au deux-cents, en 2 min 42 s 4 (donc 1 min 28 s 4 au deuxième cent mètres), devant Las-Torres déjà cinq mètres derrière. Battersby réalisa son troisième cent mètres en 1 min 32 s. Il sembla faiblir dans la dernière longueur, parcourue en 1 min 34 s, puisque Las-Torres qui ne se désunit pas le remonta peu à peu, mais pas suffisamment pour lui ravir la première place,,.
Le Britannique William Foster s'adjugea la deuxième série en 5 min 54 s 8 devant le Suédois Adolf Andersson (en) relégué à près d'une demi-longueur de bassin puisqu'il termina en 6 min 28 s. Foster avait déjà cinq mètres d'avance au premier cent mètres parcouru en 1 min 17 s 6. Il s'envola et vira au deux-cents en 2 min 47 s loin devant son unique adversaire puisque les quatre autres concurrents étaient forfaits,,.
L'Australasien Theo Tartakover remporta seul, ses cinq adversaires étant forfaits, la troisième série en 6 min 35 s en passant en 3 min 6 s 4 à mi-parcours,,.
La quatrième série fut emportée par l'Australasien Frank Beaurepaire qui passa en 1 min 18 s, 2 min 44 s 2 (1 min 26 s 2 au cent) et 4 min 16 s 2 (1 min 32 s au cent) pour finir en 5 min 49 s 2 (1 min 33 s au dernier cent mètres). Il mena de bout en bout devant le Britannique Sam Blatherwick distancé de 3 mètres au premier virage, quinze mètres au second et de 25 mètres à l'arrivée (6 min 16 s 8). L'Américain Conrad Trubenbach finit troisième tandis que l'Italien Davide Baiardo abandonna à mi-parcours,.

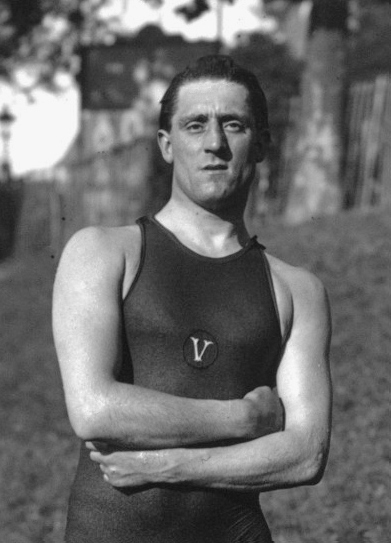
Paul Radmilovic.

Le Britannique Paul Radmilovic survola la cinquième série. Il avait déjà 40 mètres d'avance au premier virage. Il passa en 1 min 23 s 2 puis 2 min 56 s (1 min 33 s au cent) pour finir en 6 min 10 s avec près de 100 mètres d'avance sur le Danois Aage Holm (en) qui arriva en 8 min 8 s 8 ; les quatre autres nageurs étant forfait,.
Le Britannique Henry Taylor mena la sixième série de bout en bout. Il passa en 1 min 19 s 8, 2 min 46 s 2 (1 min 26 s 4 au cent) et 4 min 16 s 2 (1 min 30 s au cent) pour finir en 5 min 42 s 2 (1 min 26 s au dernier cent mètres). Il devançait l'Australasien Frank Springfield (en) (5 min 57 s 4) et l'Italien Mario Massa relégué d'un demi-bassin,.
La septième série vit la victoire de l'Autrichien Otto Scheff en 1 min 16 s 4, 2 min 45 s 2 (1 min 29 s au cent) et 4 min 18 s 4 (1 min 33 s au cent) pour finir en 5 min 51 s (1 min 33 s au dernier cent mètres). William Haynes (en) arracha la seconde place (6 min 21 s 2) juste devant le Hongrois József Ónody. Les Néerlandais Frits Meuring (en) et Danois Hjalmar Saxtorph abandonnèrent,.
La huitième série fut facilement emportée par le Hongrois Imre Zachár en 6 min 9 s 8 : aucun autre nageur ne s'était présenté,.
La neuvième et dernière série fut dominée par le Hongrois Henrik Hajós en 1 min 25 s 4, 2 min 59 s 2 (1 min 34 s au cent) et 4 min 40 s 4 (1 min 41 s au cent) pour finir en 6 min 19 s 8 (1 min 39 s au dernier cent mètres). Le Britannique Arthur Sharp finit second en 7 min 0 s 4,.

#### Demi-finales
| Série | Rang | Pays | Nom               | Temps        | Qualification |
| ----- | ---- | ---- | ----------------- | ------------ | ------------- |
| 1     | 1    |      | Otto Scheff       | 5 min 40 s 6 | Q             |
| 1     | 2    |      | Henry Taylor      | 5 min 41 s   | Q             |
| 2     | 1    |      | Frank Beaurepaire | 5 min 44 s   | Q             |
| 2     | 2    |      | William Foster    | 5 min 52 s 2 | Q             |

Les demi-finales se déroulèrent le mercredi 15 juillet à 11 h. Pour la première fois depuis le début des épreuves, le temps se montra clément sans aucun risque de pluie. Les deux premiers de chaque demi-finale étaient qualifiés pour la finale.
La première demi-finale fut très disputée entre l'Autrichien Scheff qui s'imposa en 5 min 40 s 6, juste devant les Britanniques Taylor (5 min 41 s) et Battersby distancé de cinq mètres. Les Hongrois Béla Las-Torres et Hajos finirent respectivement 4e et 5e. Battersby avait pris la tête lors de la première longueur, virant en 1 min 19 s juste devant Scheff puis Taylor. Battersby réussit à conserver sa courte avance pour passer au 200 en 2 min 45 s 8 (1 min 26 s au cent). Taylor fournit alors son effort pour passer devant ses adversaires aux 250 mètres et virer avec un mètre d'avance aux 300 en 4 min 14 s 8 (1 min 29 s au cent). Alors qu'il était encore en tête aux 350, Scheff accéléra pour le battre à la touche avec un dernier cent mètres en 1 min 36 s,,.
L'Australasien Beaurepaire mena la seconde demi-finale de bout en bout en passant 1 min 17 s puis 2 min 42 s 6 (1 min 25 s au deuxième cent mètres) pour finir en 5 min 44 s. Le deuxième, le Britannique Foster lui concéda huit secondes (en 5 min 52 s 2). L'autre Britannique Paul Radmilovic arriva troisième avec huit mètres de retard sur le deuxième. Le Hongrois Zachár qui avait viré en deuxième position au cent avait rétrogradé à la troisième place aux 250 avant d'abandonner. Foster, parti doucement, remonta Radmilovic dans la dernière longueur mais ne put inquiéter Beaurepaire, trop loin devant. Theo Tartakover ne prit pas le départ,,.

#### Finale
| Série | Rang | Pays | Nom               | Temps        |    |
| ----- | ---- | ---- | ----------------- | ------------ | -- |
| 1     | 1    |      | Henry Taylor      | 5 min 36 s 8 | RO |
| 1     | 2    |      | Frank Beaurepaire | 5 min 44 s 2 |    |
| 1     | 3    |      | Otto Scheff       | 5 min 46 s   |    |
| 1     | 4    |      | William Foster    | non connu    |    |

La finale du 400 mètres nage libre eut lieu le jeudi 16 juillet à 16 h 15. Elle se déroula sous une pluie battante,.
Le Britannique Henry Taylor, l'Australasien Frank Beaurepaire et l'Autrichien Otto Scheff furent longtemps au coude à coude. Taylor avait une courte avance sur Beaurepaire au 50, avec Scheff un peu distancé. Les trois hommes virèrent tous en 1 min 15 s (séparés de quelques centièmes) au cent mètres. Taylor et Scheff se détachèrent de quelques mètres dans la deuxième longueur : le premier virant en 2 min 35 s et le deuxième en 2 min 37 s ; Beaurepaire en embuscade. Celui-ci effectua une belle troisième longueur et remonta ses adversaires pour virer en même temps que Taylor aux 300 mètres en 4 min 10 s (1 min 35 s au cent pour Taylor ; un peu plus rapide pour Beaurepaire). Mais, ce ne fut pas suffisant, dans le sprint final, le style de Taylor, plus fluide, lui permit de s'imposer, en 5 min 36 s 8 (1 min 26 s 8 au dernier cent) devant Beaurepaire, médaille d'argent en 5 min 44 s 2 (1 min 34 s 2 au dernier cent). Scheff prit le bronze en 5 min 46 s,,. Le Britannique William Foster termina à la quatrième place. À l'issue de l'épreuve, l'Autrichien Otto Scheff porta réclamation contre Taylor, l'accusant de l'avoir gêné en ne nageant pas droit . Elle fut rejetée par le jury.

### 1 500 mètres nage libre

#### Séries
| Série | Rang  | Pays | Nom                     | Temps         | Qualification         |
| ----- | ----- | ---- | ----------------------- | ------------- | --------------------- |
| 6     | 1     |      | Henry Taylor            | 23 min 24 s 4 | Q                     |
| 4     | 1     |      | Thomas Battersby        | 23 min 42 s 8 | Q                     |
| 2     | 1     |      | Frank Beaurepaire       | 23 min 45 s 8 | Q                     |
| 6     | 2     |      | Otto Scheff             | 24 min 15 s 8 | q (meilleur deuxième) |
| 7     | 1     |      | William Foster          | 24 min 34 s   | Q                     |
| 4     | 2     |      | Frank Springfield (en)  | 24 min 52 s 4 |                       |
| 1     | 1     |      | Paul Radmilovic         | 25 min 2 s 4  | Q                     |
| 2     | 2     |      | Sam Blatherwick         | 25 min 15 s 4 |                       |
| 5     | 1     |      | John Arthur Jarvis      | 25 min 51 s 6 | Q                     |
| 3     | 1     |      | Lewis Moist             | 26 min 52 s   | Q                     |
| 1     | 2     |      | Gunnar Wennerström (en) | 27 min 15 s 4 |                       |
| 2     | 3     |      | Piet Ooms (en)          | 27 min 24 s 4 |                       |
| 2     | 4     |      | Vilhelm Andersson       | 27 min 34 s 4 |                       |
| 5     | 2     |      | James Greene            | 28 min 9 s 2  |                       |
| 5     | 3     |      | R. H. Hassell (en)      | 28 min 14 s 8 |                       |
| 6     | 3     |      | Gustav Wretman          | 28 min 40 s 8 |                       |
| 1     | 3     |      | Oreste Muzzi            | 28 min 52 s 6 |                       |
| 1     | 4     |      | André Theuriet          | 32 min 37 s 3 |                       |
| 6     | n. c. |      | Eduard Meijer (en)      | abandon       |                       |

Les sept séries se déroulèrent le mardi 21 juillet à 14 h 30. Était qualifié le vainqueur de chaque série et le meilleur deuxième.
Six nageurs français : Baubiat, Émile-Georges Drigny, H Jouault (ou Jenault), Charles Renou et Paul Vasseur et Taube déclarèrent forfait,. Les Australasiens Baker et Tartakover, les Belges Feyaerts et Maas, le Finlandais Herman Cederberg, les Hongrois Hajos et Las-Torres, les Italiens Bronner, Massa, Negri et de Pasquale ainsi que le Néerlandais Meuring ne se présentèrent pas non plus au départ.
Le Britannique Paul Radmilovic s'adjugea facilement la victoire lors de la première série, en 25 min 2 s 4, devant le Suédois Gunnar Wennerström (en) (27 min 15 s 4) et l'Italien Oreste Muzzi (28 min 52 s 6). Le Gallois prit la tête dès la première longueur, passant en 3 min 1 s 4 au 200 puis 6 min 25 s au 400, 13 min 12 s 8 au 800 puis 16 min 38 s 2 au 1 000 où il avait une demi-longueur de bassin sur le deuxième. Il vira au 1 200 en un peu plus de vingt minutes et termina sur une dernière longueur en 1 min 40 s,.
La seconde série fut remportée par la médaille d'argent du 400 mètres nage libre, l'Australasien Frank Beaurepaire en 23 min 45 s 8, devant le Britannique Sam Blatherwick (25 min 15 s 4), le Néerlandais Piet Ooms (en) (27 min 24 s 4) et enfin le Suédois Vilhelm Andersson (27 min 34 s 4). Comme dans la série précédente, le vainqueur distança rapidement ses adversaires, virant en 2 min 50 s au 200 puis 5 min 58 s 4 au 400, 12 min 23 s 8 au 800. Il passa en 18 min 57 s 8 au 1 200,.
Le Britannique Lewis Moist, seul au départ, remporta la troisième série en 26 min 52 s,.
La quatrième série fut elle aussi dominée de bout en bout par un Britannique, Thomas Sydney Battersby qui vira en tête à chaque longueur : 2 min 50 s au 200 puis 5 min 51 s 8 au 400 puis 12 min 16 s 4 au 800, le deuxième, l'Australasien Frank Springfield (en) ayant alors quarante mètres de retard quand le Français André Theuriet, troisième en accusait deux cents. Battersby passa au 1 000 en 15 min 28 s 8. Il accomplit le dernier cent mètres en 1 min 37 s pour finir en 23 min 42 s 8 ; Springfield avait 70 mètres de retard et arriva en 24 min 52 s 4 ; Theuriet qui avait concédé 400 mètres termina en 32 min 37 s 3,,.
La cinquième série revint elle aussi à un Britannique, John Arthur Jarvis (25 min 51 s 6) devant l'Américain James Greene (28 min 9 s 2) et un autre Britannique R. H. Hassell (ou Hassall) (28 min 14 s 8). Le double vainqueur olympique des Jeux de Paris mena de bout en bout, passant 3 min 6 s au 200 puis 6 min 50 s 2 au 400 où il comptait une demi-longueur de bassin d'avance. Il vira en 13 min 27 s 4 au 800. Il réalisa 1 min 41 s au dernier cent mètres pour s'imposer avec une longueur de bassin d'avance sur Greene et deux sur Hassell,.
Le Britannique, là encore, Henry Taylor remporta la sixième série qu'il mena de bout en bout, devant l'Autrichien Otto Scheff et le Suédois Gustav Wretman. Le Néerlandais Eduard Meijer (en) abandonna quant à lui aux quatre cents mètres. Taylor vira au 200 en 2 min 46 s 4 devant Scheff à cinq mètres, puis 5 min 50 s 2 au 400 et 15 min 14 s 8 au 1 000. Il réalisa la dernière longueur en 1 min 32 s pour toucher en 23 min 24 s 4 ; Scheff arriva en 24 min 15 s 8 et Wretman en 28 min 40 s 8,.
La dernière série revint au Britannique William Foster qui nagea seul dans le bassin en 24 min 34 s,.

#### Demi-finales
| Série | Rang | Pays | Nom               | Temps         | Qualification |
| ----- | ---- | ---- | ----------------- | ------------- | ------------- |
| 1     | 1    |      | Henry Taylor      | 22 min 54 s   | Q             |
| 1     | 2    |      | Frank Beaurepaire | 23 min 25 s 4 | Q             |
| 2     | 1    |      | Thomas Battersby  | 23 min 23 s   | Q             |
| 2     | 2    |      | Otto Scheff       | 24 min 25 s   | Q             |

Les demi-finales du 1 500 mètres nage libre se déroulèrent le jeudi 23 juillet à 15 h 45. Étaient qualifiés les deux premiers de chaque demi-finale.
Lors de la première demi-finale, l'Australasien Frank Beaurepaire affronta trois Britanniques Henry Taylor, William Foster et Lewis Moist. Beaurepaire partit très vite, virant au 100 mètres avec cinq mètres d'avance sur Taylor. Les styles des deux hommes étaient diamétralement opposés : Beaurepaire donnait l'impression d'être parti pour un sprint, tandis que Taylor posait sa nage. Petit à petit, le Britannique remonta l'Australien qu'il finit par doubler entre le 700 et le 800 où il passa en tête en 11 min 58 s 6. Beaurepaire tenta vainement de reprendre la tête de la course, se désunissant encore plus tandis que son adversaire poursuivait méthodiquement sa course. Taylor toucha avec quarante mètres d'avance, en 22 min 54 s ; Beaurepaire prit la seconde place qualificative en 23 min 25 s 4,,.
La seconde demi-finale fut rapidement réduite à deux nageurs, après le forfait de Radmilovic et l'abandon prématuré de Jarvis. Le Britannique Thomas Battersby et l'Autrichien Otto Scheff étaient donc certains de se qualifier pour la finale. Battersby prit la tête de la course d'entrée de jeu. Scheff ne put suivre son rythme. Le Britannique passa en 1 min 19 s au cent puis 5 min 51 s 2 au 400, avec quinze mètres d'avance sur son unique adversaire. Il continua à accroître son avance, virant en 12 min 9 s 6 au 800, pour finir avec trois-quarts de bassin d'avance sur l'Autrichien. Battersby termina en 23 min 23 s et Scheff en 24 min 25 s,,.

#### Finale
|   | Rang | Pays | Nom               | Temps         |        |
| - | ---- | ---- | ----------------- | ------------- | ------ |
| 1 | 1    |      | Henry Taylor      | 22 min 48 s 4 | RM, RO |
| 1 | 2    |      | Thomas Battersby  | 22 min 51 s 2 |        |
| 1 | 3    |      | Frank Beaurepaire | 22 min 56 s 2 |        |
| 1 | 4    |      | Otto Scheff       | abandon       |        |

La finale du 1 500 mètres nage libre eut lieu le samedi 25 juillet à 15 h 30, juste avant les cérémonies de remise de médailles clôturant les Jeux.
La course partit sur un rythme très soutenu et les quatre finalistes nagèrent longtemps en « peloton ». Le Britannique Thomas Battersby mena d'abord la course,. Il passa en tête au cent, de quelques mètres. L'Autrichien Otto Scheff prit temporairement les commandes et vira devant au deux-cents. Les quatre nageurs étaient toujours dans la même vague. Scheff abandonna aux 400, laissant les Anglo-saxons (les deux Britanniques Battersby et Taylor et l'Australasien Beaurepaire) se disputer le podium. Aux 800, les trois hommes se tenaient toujours : Battersby passa en 11 min 20 s 2, Taylor en 11 min 22 s 4 et Beaurepaire en 11 min 22 s 8. Battersby était toujours en tête aux 1 200 mais Taylor avait été rétrogradé. Ce dernier produisit alors son effort et il rattrapa et dépassa Battersby dans la dernière longueur,. Beaurepaire tenta à son tour un sprint, en vain,,.
Taylor toucha en vainqueur et s'arrêta tandis que Battersby repartait, après une courte pause d’environ huit secondes, espérant d'ailleurs que son compatriote ferait de même. Battersby poursuivit son effort jusqu'au mile (1 609 mètres). Il avait décidé de profiter des Jeux pour en battre le record du monde et avait prévenu les juges-arbitres. Il réalisa 24 min 33 s, améliorant la marque mondiale de plus de neuf secondes,,. Cependant, la fédération anglaise n'homologua pas ce record comme record d'Angleterre car son règlement spécifiait que le bassin devait mesurer précisément 110 yards et le bassin olympique, long de cent mètres, mesurait donc 109,3 yards.

### 200 mètres brasse

#### Séries
| Série | Rang | Pays | Nom                  | Temps        | Qualification         |
| ----- | ---- | ---- | -------------------- | ------------ | --------------------- |
| 1     | 1    |      | Frederick Holman     | 3 min 10 s 6 | Q                     |
| 5     | 1    |      | William Robinson     | 3 min 13 s   | Q                     |
| 4     | 1    |      | Ödön Toldi           | 3 min 14 s 4 | Q                     |
| 4     | 2    |      | Pontus Hansson       | 3 min 15 s   | q (meilleur deuxième) |
| 7     | 1    |      | Félicien Courbet     | 3 min 16 s 4 | Q                     |
| 3     | 1    |      | Erich Seidel (en)    | 3 min 17 s 2 | Q                     |
| 2     | 1    |      | Wilhelm Persson (en) | 3 min 17 s 6 | Q                     |
| 6     | 1    |      | József Fabinyi (en)  | 3 min 23 s 4 | Q                     |

Les sept séries se déroulèrent le mercredi 15 juillet à 14 h 30. Étaient qualifiés le vainqueur de chaque série et le plus rapide des deuxièmes.
Moins de forfaits pour cette épreuve que pour celles de nage libre : les Allemands Brack et Zacharias, l'Américain Gossnel, les Français Bourdon, Frick et Petit, le Hongrois Vaczi (ou Waizmer) et l'Italien Negri.
La première série fut remportée par le Britannique Frederick Holman en 3 min 10 s 6. Il mena de bout en bout, distançant peu à peu l'Allemand Richard Rösler, d'un peu plus d'un mètre aux cinquante mètres ; de près de deux mètres au virage (en 1 min 31 s) ; de quatre mètres au 150 mètres. Rosler termina en 3 min 18 s. Le Suédois Max Gumpel arriva avec plus de dix mètres de retard sur les premiers,,.
Cinq nageurs prirent le départ de la deuxième série : le Hongrois András Baronyi, le Finlandais Herman Cederberg, l'Américain Augustus Goessling, le Suédois Wilhelm Persson et le Britannique Frederick Naylor. Baronyi se détacha dans les premiers cinquante mètres mais fut rejoint au virage par l'Américain Goessling et le nageur suédois Persson. Ce dernier avait pris aux 150 mètres un peu plus d'un mètre au Hongrois tandis que Goessling accusait lui aussi un mètre de retard sur le second. Le nageur hongrois produisit son effort pour tenter d'arracher la victoire, mais Wilhelm Persson remporta la série en 3 min 17 s 6 devant András Baronyi en 3 min 18 s. Cederberg et Naylor abandonnèrent pendant l'épreuve,,.
Dans la troisième série, le classement resta inchangé tout au long de la course : le nageur allemand Erich Seidel en tête, suivi du Suédois Hjalmar Johansson puis du Britannique Arthur Davies et enfin du Belge Pierre Strauwen. Erich Seidel l'emporta en 3 min 17 s 2, Johansson finissant en 3 min 21 s 2 tandis que Davies accusait dix mètres de retard,,.
La quatrième série fut âprement disputée entre le très jeune Hongrois Ödön Toldi (3 min 14 s 4) et le Suédois Pontus Hansson (3 min 15 s) ; le Britannique Sydney Gooday prenant la troisième place et l'Italien Amilcare Beretta la quatrième et dernière. Hansson mena la première longueur, passant légèrement en tête (50 centimètres) au virage devant Toldi. Celui-ci fournit alors son effort et remonta au niveau de son adversaire au 150 mètres. Les deux hommes furent au coude-à-coude jusqu'au mur. Cette performance valut au Suédois Hansson d'être qualifié au titre du meilleur deuxième,,.
L'Australasien Edward Cooke abandonna dans la première longueur de la cinquième série. Le Britannique William Robinson vira en tête en 1 min 31 s 2, devançant jusqu'à la victoire, avec le deuxième meilleur temps des séries en 3 min 13 s, le Suédois Per Fjästad (3 min 31 s 4) et le Finlandais John Henriksson,,.
La sixième série revint au Hongrois József Fabinyi (3 min 23 s 4) devant le Suédois Torsten Kumfeldt (3 min 24 s 6). Le Danois Harald Klem se classa troisième tandis que le Finlandais Hugo Jonsson avait abandonné aux 70 mètres. Klem mena pourtant la première longueur. Il fut dépassé d'abord par Kumfeldt puis par Fabinyi qui accéléra dans le dernier quart pour toucher en tête,,.
La septième et dernière série fut facilement remportée par le Belge Félicien Courbet en 3 min 16 s 4. Le deuxième, le Britannique Percy Courtman finit en 3 min 18 s 4 ; le nageur suédois Carl Adolf "Ale" Andersson fermant la marche,,.

#### Demi-finales
| Série | Rang | Pays | Nom              | Temps        | Qualification |
| ----- | ---- | ---- | ---------------- | ------------ | ------------- |
| 1     | 1    |      | Frederick Holman | 3 min 10 s   | Q             |
| 1     | 2    |      | Ödön Toldi       | 3 min 16 s 4 | Q             |
| 2     | 1    |      | William Robinson | 3 min 11 s 8 | Q             |
| 2     | 2    |      | Pontus Hansson   | 3 min 13 s   | Q             |

Les demi-finales eurent lieu le jeudi 16 juillet à 14 h 30.
Dans la première demi-finale s'affrontèrent le Britannique Frederick Holman, l'Allemand Erich Seidel et les Hongrois József Fabinyi et Ödön Toldi. Ce dernier prit la tête dans la première longueur. Il fut rejoint au virage par Frederick Holman. Les deux hommes virèrent en 1 min 27 s. Le Britannique se détacha peu à peu, devançant d'un peu plus de deux mètres Toldi avec Seidel encore un mètre derrière. Les deux places qualificatives furent prises par Frederick Holman (3 min 10 s) et Ödön Toldi (3 min 16 s 4) devant Seidel puis Fabinyi,,.

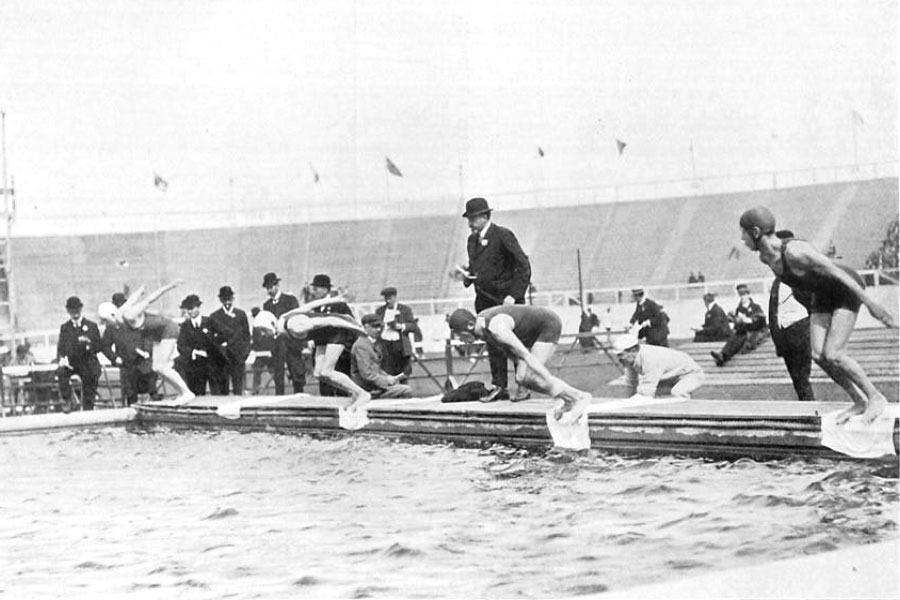
Départ de la finale du 200 mètres brasse.

La seconde demi-finale revint au Britannique William Robinson en 3 min 11 s 8 devant le Suédois Pontus Hansson en 3 min 13 s. Son compatriote Wilhelm Persson termina troisième et le Belge Félicien Courbet quatrième. Pourtant, ce dernier prit d'abord la tête, mais fut repris rapidement par Hansson qui menait aux cinquante mètres. Le Britannique profita d'un passage à vide d'Hansson pour virer en tête en 1 min 28 s 2, devant les deux Suédois Hansson puis Persson. Robinson vit revenir Hansson, tout proche aux 150 mètres mais réussit à résister pour toucher en tête,,.

#### Finale
| Série | Rang | Pays | Nom              | Temps        |        |
| ----- | ---- | ---- | ---------------- | ------------ | ------ |
| 1     | 1    |      | Frederick Holman | 3 min 9 s 2  | RM, RO |
| 1     | 2    |      | William Robinson | 3 min 12 s 8 |        |
| 1     | 3    |      | Pontus Hansson   | 3 min 14 s 6 |        |
| 1     | 4    |      | Ödön Toldi       | 3 min 15 s 2 |        |

La finale se déroula le samedi 18 juillet à 14 h 30.
Deux Britanniques, Frederick Holman, 25 ans, venu d'Exeter et William Robinson, 38 ans, de Liverpool affrontaient le capitaine de l'équipe suédoise de water-polo Pontus Hansson et le Hongrois Ödön Toldi. Hansson prit le meilleur départ. Au milieu de la première longueur, il devançait Robinson de deux mètres, Toldi de trois mètres, tandis que Holman fermait la marche. Robinson accéléra alors pour remonter au niveau du Suédois. Les deux hommes virèrent en 1 min 30 s. Holman allongea sa nage et, tout en puissance, remonta ses adversaires. Aux 150 mètres, il était à la deuxième place derrière son compatriote Robinson. Il le passa dans les derniers vingt-cinq mètres tandis que Hansson essayait vainement de refaire son retard. Frederick Holman, lors des qualifications britanniques qui s'étaient tenues en juin, dans ce même bassin du White Stadium, avait réalisé le meilleur temps. Il avait alors décidé de se concentrer uniquement sur cette épreuve du 200 mètres brasse aux Jeux. Il remporta la course en 3 min 9 s 2, devant son compatriote Robinson en 3 min 12 s 8, puis le Suédois Hansson en 3 min 14 s 6 et enfin le Hongrois Toldi en 3 min 15 s 2,,.

### 100 mètres dos
Le style en dos était alors encore une application sur le dos des styles ventraux. Le plus souvent, les nageurs utilisaient le « dos brassé », une sorte de brasse simultanée sur le dos : les bras tendus dans le prolongement du corps sont amenés dans un grand mouvement circulaire à plat rapide jusqu'aux cuisses ; là ils sont ramenés à la position initiale en passant le long du corps, sous l'eau, parfois mais rarement le nageur pouvait faire un retour aérien, avec le problème que ce type de retour amène la tête sous l'eau ; peu d'utilisation de mouvements de jambes, sauf chez les meilleurs car elles posent comme toujours un problème d'équilibre amenant la tête sous l'eau. Certains nageurs pouvaient aussi utiliser une forme de trudgeon sur le dos. La révolution du « dos crawlé » eut lieu lors des Jeux de 1912 à Stockholm.

#### Séries
| Série | Rang | Pays | Nom                | Temps        | Qualification         |
| ----- | ---- | ---- | ------------------ | ------------ | --------------------- |
| 1     | 1    |      | Arno Bieberstein   | 1 min 25 s 6 | Q                     |
| 6     | 1    |      | Jack Taylor        | 1 min 25 s 8 | Q                     |
| 4     | 1    |      | Herbert Haresnape  | 1 min 26 s 2 | Q                     |
| 4     | 2    |      | Ludvig Dam         | 1 min 26 s 4 | q (meilleur deuxième) |
| 7     | 1    |      | Gustav Aurisch     | 1 min 27 s 4 | Q                     |
| 5     | 1    |      | Sidney Parvin (en) | 1 min 30 s   | Q                     |
| 3     | 1    |      | Colin Lewis (en)   | 1 min 30 s 2 | Q                     |
| 2     | 1    |      | Max Ritter         | 1 min 33 s 4 | Q                     |

Les sept séries se déroulèrent le jeudi 16 juillet à 16 h 30. Étaient qualifiés le vainqueur de chaque série et le plus rapide des deuxièmes.
Dix nageurs ne prirent pas le départ de l'épreuve : l'Allemand Brack, l'Américain Gossnell, l'Australasien Cooke, l'Autrichien Kellner, le Finlandais Cederberg, les Hongrois Adam, Ember, Fülöp et Ónody et le Suédois Persson.
La première série revint facilement à l'Allemand Arno Bieberstein (1 min 25 s 6), devant le Britannique Frederick Unwin (1 min 30 s). Il semblerait que la performance du troisième, le Finlandais Hugo Jonsson n'ait pas été à la hauteur,,.
La seconde série eut un résultat similaire : domination de bout en bout d'un Allemand Max Ritter (1 min 33 s 4), devant un Britannique Sidney Willis (1 min 34 s 4) et un Finlandais John Henriksson,,.
Les quatre séries suivantes furent remportées par des Britanniques. Dans la troisième série, la victoire revint facilement à Colin Lewis (1 min 30 s 2) devant le Néerlandais Bartholomeus Roodenburch (1 min 36 s) et le seul représentant canadien Robert Zimmerman. La cinquième fut remportée par Sidney Parvin qui nagea seul en 1 min 30 s,,.
La quatrième série fut la plus disputée. Le Britannique Herbert Haresnape prit la tête, menant d'un mètre à mi-longueur. Le Danois Ludvig Dam accéléra alors le rythme pour une arrivée très disputée. Le vainqueur Haresnape toucha en 1 min 26 s 2 quand Dam, qualifié au titre de meilleur deuxième, toucha en 1 min 26 s 4. L'Italien Amilcare Beretta finit troisième,,.
Jack Taylor (1 min 25 s 8) domina sa sixième série, devançant l'Américain Augustus Goessling (1 min 29 s à l'arrivée) de trois mètres aux 50 mètres et le Suédois Gustav Wretman de quatre mètres. Le Belge Oscar Grégoire abandonna à mi-parcours,,.
Le Hongrois Sándor Kugler, arrivé premier de la septième série, fut disqualifié pour départ anticipé. La victoire revint alors à l'Allemand Gustav Aurisch (1 min 27 s 4) devant le Néerlandais Johan Cortlever et le Britannique Eric Seaward,,.

#### Demi-finales
| Série | Rang | Pays | Nom               | Temps        | Qualification |
| ----- | ---- | ---- | ----------------- | ------------ | ------------- |
| 1     | 1    |      | Arno Bieberstein  | 1 min 25 s 6 | Q             |
| 1     | 2    |      | Ludvig Dam        | non connu    | Q             |
| 2     | 1    |      | Gustav Aurisch    | 1 min 28 s 2 | Q             |
| 2     | 2    |      | Herbert Haresnape | 1 min 28 s 8 | Q             |

Les deux demi-finales eurent lieu le vendredi 17 juillet à 14 h 30, les deux premiers de chaque étaient qualifiés pour la finale qui se déroula le même jour à 17 h.
La première demi-finale fut remportée par l'Allemand Arno Bieberstein en 1 min 25 s 6. Il prit très vite la tête devant le Danois Ludvig Dam devancé d'un mètre à l'arrivée. Le Britannique Sidney Parvin percuta le mur du côté aux 80 mètres et termina à la quatrième et dernière place, derrière l'Allemand Ritter,,.
La seconde demi-finale, très disputée, fut remportée aussi par un Allemand, Gustav Aurisch en 1 min 28 s 2 devant trois Britanniques Herbert Haresnape en 1 min 28 s 8 puis Jack Taylor et Lewis. Haresnape aurait pu l'emporter : il menait à mi-parcours devant son compatriote Taylor quand les deux hommes quittèrent leur ligne droite, croisant la trajectoire d'Aurisch et finissant même par se gêner l'un l'autre,,.

#### Finale
| Série | Rang | Pays | Nom               | Temps        |    |
| ----- | ---- | ---- | ----------------- | ------------ | -- |
| 1     | 1    |      | Arno Bieberstein  | 1 min 24 s 6 | RO |
| 1     | 2    |      | Ludvig Dam        | 1 min 26 s 6 |    |
| 1     | 3    |      | Herbert Haresnape | 1 min 27 s   |    |
| 1     | 4    |      | Gustav Aurisch    | non connu    |    |

Se retrouvèrent donc en finale deux Allemands Gustav Aurisch et Arno Bieberstein, un Danois Ludvig Dam et un Britannique Herbert Haresnape. Bieberstein qui dominait déjà depuis trois ans la discipline du dos en Allemagne et Autriche, s'empara immédiatement de la tête. Le Britannique Haresnape fut longtemps à la deuxième place, même si le Danois Dam le remontait peu à peu. Cependant, Haresnape quitta sa trajectoire rectiligne aux 70 mètres et fut alors doublé par Dam.
La finale fut donc facilement remportée par l'Allemand Arno Bieberstein en 1 min 24 s 6, devant le Danois Ludvig Dam 1 min 26 s 6 et le Britannique Herbert Haresnape 1 min 27 s. Gustav Aurisch finissant au pied du podium,,.

### Relais 4 fois200 mètres nage libre(800 mètres par équipe)
| Série | Rang  | Pays | Temps         | Qualification         |
| ----- | ----- | ---- | ------------- | --------------------- |
| 1     | 1     |      | 11 min 35 s   | Q                     |
| 1     | 2     |      | 12 min 53 s   |                       |
| 1     | n. c. |      | DNS           |                       |
| 2     | 1     |      | 10 min 53 s 4 | Q                     |
| 2     | 2     |      | 11 min 1 s 4  | q (meilleur deuxième) |
| 2     | 3     |      | non connu     |                       |
| 3     | 1     |      | non connu     | Q                     |
| 3     | n. c. |      | DNS           |                       |
| 3     | n. c  |      | DNS           |                       |

Les trois séries eurent lieu le vendredi 24 juillet à 14 h 30, suivies de la finale à 16 h 20. Le vainqueur de chaque série et le meilleur second étaient qualifiés en finale.
De nombreuses nations avaient engagé des nageurs en prévision du relais 4 fois 200 mètres nage libre. Finalement, neuf équipes furent constituées mais trois ne se présentèrent pas au départ : la Belgique, l'Italie et les Pays-Bas.

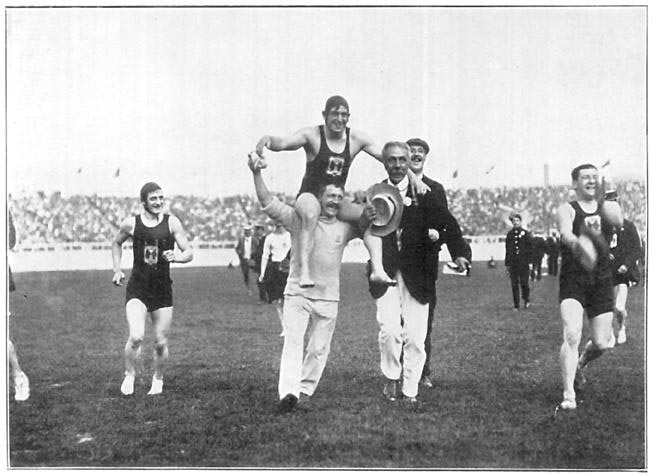
L'équipe britannique après sa victoire au relais. Henry Taylor est porté en triomphe.

La première série fut dominée par l'Australasie en 11 min 35 s (Frank Beaurepaire, Frank Springfield, Reginald Baker et Theo Tartakover) devant le Danemark en 12 min 53 s (Harald Klem, Poul Holm, Ludvig Dam et Hjalmar Saxtorph). La Belgique est forfait. Les Australasiens prirent la tête immédiatement : Beaurepaire réalisa 2 min 39 s 8 et passa le relais à Springfield avec près de quarante mètres d'avance. Celui-ci fit son aller retour en 2 min 50 s 8 et accrut l'avance d'une vingtaine de mètres. Baker en fit autant en 2 min 59 s 8. Même si Tartakover ne réalisa que 3 min 6 s, ce fut quand même avec près de 90 mètres d'avance qu'il termina pour son équipe,,.
Une très belle deuxième série (complète) avec les équipes de Grande-Bretagne (William Foster, Paul Radmilovic, John Derbyshire et Henry Taylor), des États-Unis (Harry Hebner, Leo Goodwin, Charles Daniels et Leslie Rich) et de Suède (Gustav Wretman, Gunnar Wennerström, Harald Julin et Robert Theodor Andersson). Le Britannique Foster passa le relais en tête d'une dizaine de mètres, en 2 min 43 s 4. Hebner pour les États-Unis devançait le Suédois Wretman d'une dizaine de mètres. Le nageur gallois Radmilovic en 2 min 47 s réussit à maintenir l'avance britannique tandis que l'équipe de Suède perdait du terrain. L'Américain Daniels entra alors en action, réalisant 2 min 35 s, et le Britannique Derbyshire ne put que le laisser passer. Les États-Unis entamaient le dernier relais avec près de sept mètres d'avance. Le Britannique Taylor réalisa un superbe parcours en 2 min 39 s 2 pour finalement donner la victoire à son équipe en 10 min 53 s 4, les États-Unis finissant en 11 min 1 s 4,,.
La Hongrie (József Munk, Imre Zachár, Béla Las-Torres et Zoltán von Halmay) nagea seule la troisième série, Italie et Pays-Bas étant forfaits,,.
| Série | Rang | Pays | Temps         |        |
| ----- | ---- | ---- | ------------- | ------ |
| 1     | 1    |      | 10 min 55 s 6 | RM, RO |
| 1     | 2    |      | 10 min 59 s   |        |
| 1     | 3    |      | 11 min 2 s 8  |        |
| 1     | 4    |      | 11 min 14 s   |        |

S'affrontèrent donc en finale les équipes britannique qui avait changé son ordre de départ (John Derbyshire, Paul Radmilovic, William Foster et Henry Taylor), hongroise (József Munk, Imre Zachár, Béla Las-Torres et Zoltán von Halmay), américaine (Harry Hebner, Leo Goodwin, Charles Daniels et Leslie Rich) et australasienne (Frank Beaurepaire, Frank Springfield, Reginald Baker et Theo Tartakover). Le Hongrois József Munk vira en tête au premier cent mètres, à peine trente centimètres devant l'Australasien Beaurepaire suivi de l'Américain Hebner quand le Britannique Derbyshire cédait un demi-mètre au troisième. Munk toucha en 2 min 40 s 8 pour passer le relais à Zachar. Celui-ci accrut l'avance hongroise quand le Gallois Radmilovic s'effondra dans les derniers cinquante mètres. Zachar nagea 2 min 47 s 2. Béla Las-Torres plongea avec huit mètres d'avance sur le Britannique Foster qui ne put résister au retour du champion américain du 100 mètres Daniels. Las-Torres passa cependant le relais à von Halmay (8 min 10 s au 600 mètres pour les Hongrois) avec encore une demi-douzaine de mètres d'avance sur l'équipe américaine (8 min 15 s 2) quand les Britanniques étaient distancés (8 min 18 s 6). Von Halmay réalisa une première longueur très rapide, virant avec près de quinze mètres d'avance sur l'Américain Leslie Rich suivi du Britannique Henry Taylor encore cinq mètres derrière. Le vainqueur britannique des 400 et 1 500 mètres produisit son effort. Il passa sans problème Rich au milieu de la dernière longueur. Von Halmay se désorganisa complètement alors et se rapprocha du bord dans les derniers vingt mètres, laissant le Britannique nager vers la victoire. Le relais britannique s'imposa donc en 10 min 55 s 6, devant les Hongrois en 10 min 59 s et les Américains en 11 min 2 s 8 puis les Australasiens en 11 min 14 s,,.

## Récompenses
Les trois médailles d'or remportées par le Britannique Henry Taylor le placèrent alors à égalité avec l'athlète américain Mel Sheppard au nombre de médailles d'or obtenues au cours des mêmes Jeux,.

### Podiums
| Épreuves                | Or | Argent                                                                        | Bronze                                                                       |
| ----------------------- | --- | ----------------------------------------------------------------------------- | ---------------------------------------------------------------------------- |
| Nage libre              | |                                                                               |                                                                              |
| 100 mètres nage libre   | Charles Daniels États-Unis 1 min 5 s 6 (record du monde, record olympique)                                                    | Zoltán von Halmay Hongrie 1 min 6 s 2                                         | Harald Julin Suède 1 min 8 s                                                 |
| 400 mètres nage libre   | Henry Taylor Grande-Bretagne 5 min 36 s 8 (record olympique)                                                                  | Frank Beaurepaire Australasie 5 min 44 s 2                                    | Otto Scheff Autriche 5 min 46 s                                              |
| 1 500 mètres nage libre | Henry Taylor Grande-Bretagne 22 min 48 s 4 (record du monde, record olympique)                                                | Thomas Battersby Grande-Bretagne 22 min 51 s 2                                | Frank Beaurepaire Australasie 22 min 56 s 2                                  |
| Dos                     | |                                                                               |                                                                              |
| 100 m                   | Arno Bieberstein Allemagne 1 min 24 s 6 (record olympique)                                                                    | Ludvig Dam Danemark 1 min 26 s 6                                              | Herbert Haresnape Grande-Bretagne 1 min 27 s                                 |
| Brasse                  | |                                                                               |                                                                              |
| 200 m                   | Frederick Holman Grande-Bretagne 3 min 9 s 2 (record du monde, record olympique)                                              | William Robinson Grande-Bretagne 3 min 12 s 6                                 | Pontus Hansson Suède 3 min 14 s 6                                            |
| Relais                  | |                                                                               |                                                                              |
| 4 × 200 m nage libre    | Grande-Bretagne John Derbyshire Paul Radmilovic William Foster Henry Taylor 10 min 55 s 6 (record du monde, record olympique) | Hongrie József Munk Imre Zachár Béla Las-Torres Zoltán von Halmay 10 min 59 s | États-Unis Harry Hebner Leo Goodwin Charles Daniels Leslie Rich 11 min 2 s 8 |

### Diplômes olympiques du mérite

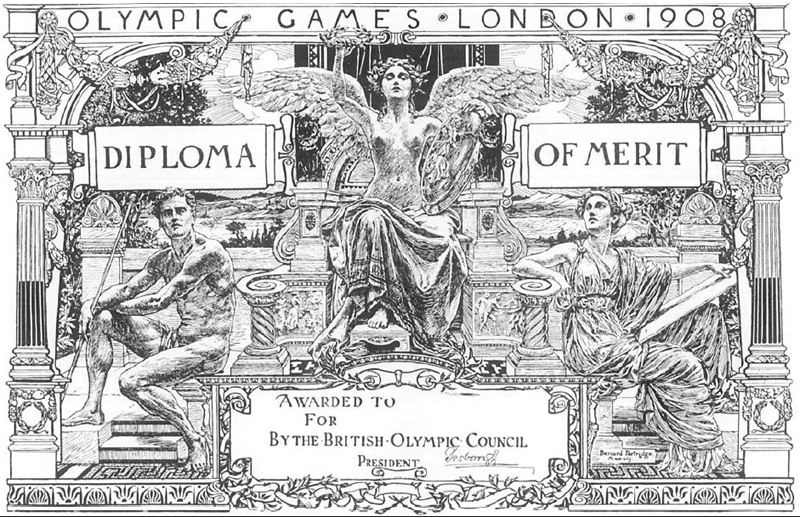
Diplôme olympique du mérite remis aux athlètes qui s'étaient particulièrement distingués.

En plus des médailles, des diplômes olympiques du mérite furent remis aux nageurs qui s'étaient particulièrement distingués.
Pour le 100 mètres nage libre, furent ainsi récompensés : les Américains Rich et Hebner, l'Autrichien Scheff, l'Australasien Beaurepaire et les Britanniques Dockrell et Derbyshire.
Pour le 400 mètres nage libre, furent ainsi récompensés : les Britanniques Battersby et Foster ainsi que le Hongrois Las-Torres.
Pour le 1 500 mètres nage libre, furent ainsi récompensés : l'Autrichien Scheff, l'Australasien Springfield et les Britanniques Foster et Radmilovic.
Pour le 200 mètres brasse, le quatrième de la finale, le Hongrois Ödön Toldi ainsi que le Belge Félicien Courbet, le Suédois Wilhelm Persson et l'Allemand Erich Seidel, reçurent ces diplômes olympiques du mérite.
Les diplômes olympiques du mérite pour le 100 mètres dos revinrent au quatrième de la finale l'Allemand Gustav Aurisch, à l'Américain Augustus Goessling, au Hongrois Sándor Kugler et aux Britanniques Colin Lewis et J. R. Taylor.
L'équipe de relais d'Australasie reçut un diplôme olympique du mérite pour sa quatrième place.

### Trophée Brunetta

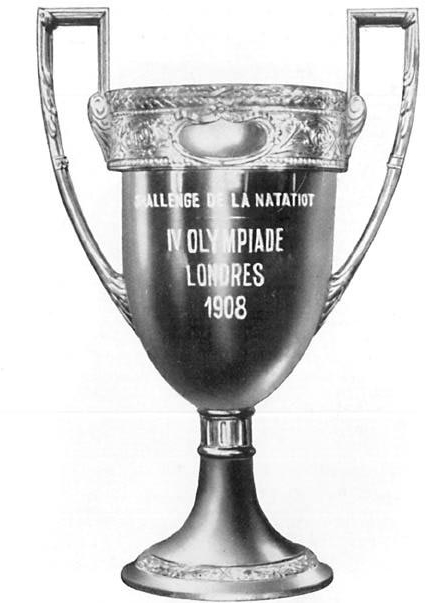
La Coupe Brunetta pour le 1500 mètres nage libre.

En plus des médailles individuelles et en pleine propriété, une coupe (la Coupe Brunetta) était prévue pour récompenser un nageur du 1 500 mètres nage libre. Cette coupe devait être remise en jeu lors des Jeux suivants. Le nageur récipiendaire et sa fédération nationale devaient donc s'engager à la restituer avant le 1er janvier 1912,. La coupe fut remise au Britannique Henry Taylor.

## Tableau des médailles
| Rang  | Pays            | Médaille d'or, Jeux olympiques | Médaille d'argent, Jeux olympiques | Médaille de bronze, Jeux olympiques | Total |
| ----- | --------------- | ------------------------------ | ---------------------------------- | ----------------------------------- | ----- |
| 1     | Grande-Bretagne | 4                              | 2                                  | 1                                   | 7     |
| 2     | États-Unis      | 1                              | 0                                  | 1                                   | 2     |
| 3     | Allemagne       | 1                              | 0                                  | 0                                   | 1     |
| 4     | Hongrie         | 0                              | 2                                  | 0                                   | 2     |
| 5     | Australasie     | 0                              | 1                                  | 1                                   | 2     |
| 6     | Danemark        | 0                              | 1                                  | 0                                   | 1     |
| 7     | Suède           | 0                              | 0                                  | 2                                   | 2     |
| 8     | Autriche        | 0                              | 0                                  | 1                                   | 1     |
| Total | Total           | 6                              | 6                                  | 6                                   | 18    |

## Bilan post-Jeux
Après la fin des Jeux, les diverses fédérations tirèrent le bilan des épreuves et firent des suggestions aux organisateurs en vue des Jeux suivants. Il fut alors recommandé de réduire le nombre de nageurs d'un même pays pouvant participer à une même épreuve de 12 à seulement 6, afin de limiter le nombre de séries éliminatoires. Ce fut aussi à l'issue de ce bilan que la création de records olympiques officiels fut demandée et acceptée.
Il fut aussi suggéré d'introduire dans le programme olympique une épreuve longue (500 ou 600 mètres) en brasse en raison de la très grande popularité (partout dans le monde) de ce style de nage. L'idée était alors d'en accroître encore la popularité, dans le but de donner l'envie de l'apprendre et d'ainsi éviter les noyades.